# Босна и Херцеговина на Европском првенству у атлетици у дворани 2019.
Босна и Херцеговина је учествовала на 35. Европском првенству у дворани 2019 који се одржао у Глазгову, Шкотска, од 1. до 3. марта. Ово је било десето Европско првенство у атлетици у дворани од 1994. године када је Босна и Херцеговина први пут учествовала.
Репрезентацију Босне и Херцеговине представљала су 3 учесника (3 мушкарца) који су се такмичили у три дисциплине.
Такмичари Босне и Херцеговине нису освајали медаље на овом првенству. У табели успешности према броју и пласману такмичара који су учествовали у финалним такмичењима (првих 8 такмичара) Босна и Херцеговина је са 2 учесника у финалу заузела 30. место са 6 бодова.
| Плас. | Земља               | 1. мес. | 2. мес. | 3. мес. | 4. мес. | 5. мес. | 6. мес. | 7. мес. | 8. мес. | Бр. финал. - Бод. |
| ----- | ------------------- | ------- | ------- | ------- | ------- | ------- | ------- | ------- | ------- | ----------------- |
| 30.   | Босна и Херцеговина | −       | −       | −       | −       | −       | 2−6     | −       | −       | 2−6               |

## Учесници
Мушкарци:
- Амел Тука — 800 м
- Абедин Мујезиновић — 800 м
- Месуд Пезер — Бацање кугле

## Резултати

### Мушкарци
| Атлетичар          | Дисциплина   | Лични рекорд | Квалификације | Квалификације | Полуфинале           | Полуфинале           | Финале               | Финале       | Детаљи |
| Атлетичар          | Дисциплина   | Лични рекорд | Резултат      | Место         | Резултат             | Место                | Резултат             | Место        | Детаљи |
| ------------------ | ------------ | ------------ | ------------- | ------------- | -------------------- | -------------------- | -------------------- | ------------ | ------ |
| Амел Тука          | 800 м        | 1:46,33 НР   | 1:47,95 КВ    | 1. у гр. 1    | 1:50,41              | 3. у гр. 1           | 1:47,91              | 6 / 33 (24)  |        |
| Абедин Мујезиновић | 800 м        | 1:49,67      | 1:49,26 ЛР    | 3. у гр 2     | Није се квалификовао | Није се квалификовао | Није се квалификовао | 16 / 33 (34) |        |
| Месуд Пезер        | Бацање кугле | 21,15 НР     | 21,08 ЛРС     | 1.            |                      |                      | 20,69                | 6 / 18       |        |